# Schinderkopf
Der Schinderkopf ist ein 493,3 m ü. NHN Berg im Pfälzerwald.

## Geographie

### Lage
Der Schinderkopf liegt größtenteils auf der Gemarkung der Stadt Annweiler am Trifels nordwestlich von deren Kernstadt und zwei Kilometer nördlich des Stadtteils Sarnstall. Lediglich ein Teil der Nordflanke gehört zur Gemarkung der Ortsgemeinde Rinnthal. Er bildet einen Vorberg des Großen Adelberg 567,4 m ü. NHN, dessen Gipfel sich einen Kilometer weiter südöstlich befindet. An seiner Südostflanke befindet sich die Holderquelle.

### Naturräumliche Zuordnung
- Großregion 1. Ordnung: Schichtstufenland beiderseits des Oberrheingrabens
- Großregion 2. Ordnung: Pfälzisch-Saarländisches Schichtstufenland
- Großregion 3. Ordnung: Pfälzerwald
- Region 4. Ordnung (Haupteinheit): Mittlerer Pfälzerwald
- Region 5. Ordnung: innere Waldgebiete

## Tourismus
Unweit des Gipfels befindet sich die Jung-Pfalz-Hütte.
über den Berg führen der Rinnthaler Hüttenweg. Etwas weiter östlich verlaufen der mit einem blauen Balken markierte Fernwanderweg Staudernheim–Soultz-sous-Forêts und ein mit einem weiß-blauen Balken markierter Weg, der von Bad Münster am Stein bis nach Sankt Germanshof verläuft. Über die Ostflanke führt außerdem der Prädikatswanderweg Pfälzer Weinsteig.